# نمو ذكي
النمو الذكي Smart Growth يعرف النمو الذكي بأنه تطوير يخدم الاقتصاد والأحياء السكنية والبيئة؛ إذ يوفّر إطارا للأحياء السكنية لاتخاذ قرارات واعية حول كيف وأين ينبغي أن يحدث التطوّر الجديد.

## نموه
ويجعل النمو الذكي من الممكن للأحياء السكنية أن تنمو بطرق تدعم الآتي:
1. التنمية الاقتصادية وتوفير فرص العمل.
2. خلق مجاورات سكنية قويّة.
3. تحقيق مجتمعات صحية.

## ميزاته

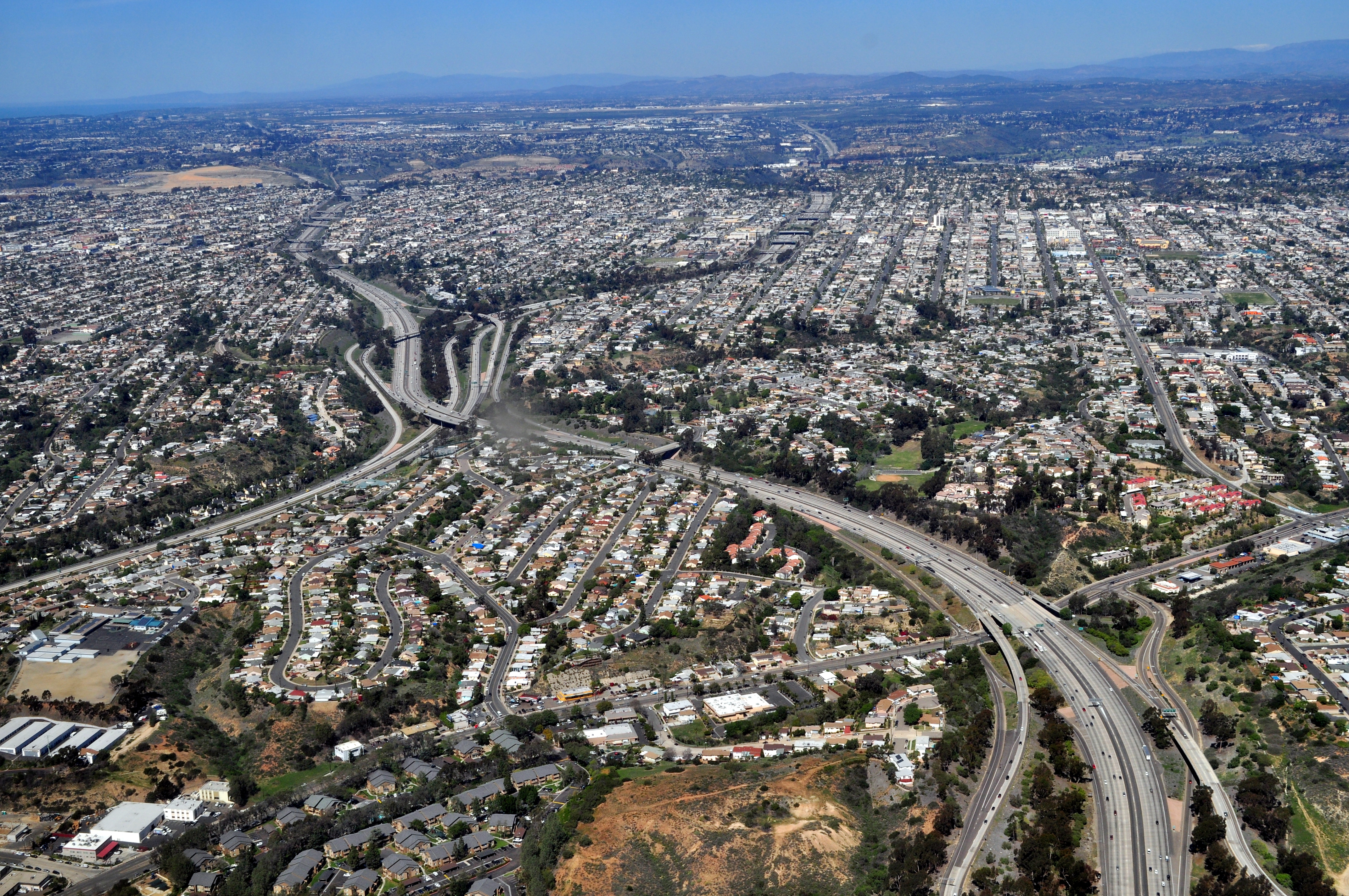
مدينة سان دييغو

وللنمو الذكي ميزّتان أساسيتان هما: أين وكيف؛ إذ يتناول النمو الذكي أين يحدث التطوير الذي يمكن أن يلائم مع الحد الأدنى من التأثير السلبي على البيئة وفي أي الأماكن، حيث يأخذ التطوير الفائدة القصوى من الاستثمارات العامة التي تتحقق بالفعل. كما يتناول أيضا كيف أن التطوير المنتهي سوف يعمل على تطوّر المجاورة لاستعادة الخيارات التي فقدت في الأماكن التي تميّزت بالزحف العشوائي، مثل: اختيار المشي على الأقدام أو ركوب الدراجات أو استخدام وسائل النقل العامة واختيار اجتماع الجيران في الأماكن العامة الجذّابة أو اختيار العيش في شقة أو منزل أو في عمارة(ملكية مشتركة).
وفي أوائل التسعينيات اعترفت العديد من المنظمات الوطنية بالمشاكل التي تواجه الأحياء، وشكّلت هذه المنظمات معا في عام 1996 شبكة النمو الذكي، والتي هي الآن ائتلاف واسع من 32 منظمة تدعم النمو الذكي، وكخطوة أولى بحثت الشبكة عرض خصائص الأحياء الناجحة، ومن تلك العملية وضعت المبادئ العشرة للنمو الذكي، حيث تصوّر هذه المبادئ الخصائص المرتبطة بأحياء صحيّة ونابضة بالحياة ومتنوعة، تتيح لسكانها خيارات كيف وأين يعيشون، وهي تقترح أيضا الخيارات لتشكيل اتجاه السياسة على المستويات المحلية لتطبيق النمو الذكي.

## مبادئه
1. الاستعمالات المتعدّدة للأرض.
2. تصميم حضري متراص للمدينة عن طريق التكثيف والإعمار البيئي.
3. إيجاد نطاق من الخيارات والفرص السكنية التي تتناسب مع كافة الفئات الاجتماعية والاقتصادية.
4. إيجاد أحياء سكنية صديقة للمشاة.
5. تشجيع وجود أحياء متميّزة وجذّابة وذات إحساس مميز بالمكان.
6. الحفاظ على الموروث الطبيعي (المساحات المفتوحة والأراضي الزراعية والجمال الطبيعي والمناطق البيئية الهامة).
7. تعزيز وتوجيه الإعمار والتطوير نحو مناطق النمو الرئيسية القائمة.
8. توفير عدد متنوع من خيارات وسائل النقل للتنقل في المدينة.
9. العمل على جعل قرارات التطوير عادلة وفعالة من حيث التكلفة وبطريقة يمكن التنبؤ بها.
10. تشجيع التعاون بين المجتمع والجهات ذات العلاقة في اتخاذ القرارات التنموية.